# مطار زالانتون جنكيز خان
مطار زالانتون (بالإنجليزية: Zhalantun Airport)‏ و(بالصينية: 扎兰屯机场) مطار عام يقع بمدينة زالانتون في الصين. يبلغ طول المدرج 2500 م .
حصل المطار على موافقة من مجلس الدولة الصيني واللجنة العسكرية المركزية في 19 يونيو 2013. بدأ البناء في 16 يوليو باستثمار إجمالي قدره 438 مليون يوان. افتتح المطار في 28 ديسمبر 2016 برحلة لطيران الصين إكسبرس من هوهوت.

## شركات الطيران
| شركـات طيـران      | الوجهات                 |
| ------------------ | ----------------------- |
| طيران الصين اكسبرس | مطار هايلار دونغشان     |
| Hebei Airlines     | مطار بكين داشينغ الدولي |
| خطوط طيران أوكاي   | مطار تيانجين الدولي     |

## وصلات خارجية
- http://www.flightstats.com/go/Airport/airportDetails.do?airportCode=